# Íñigo Alfonso
Íñigo Alfonso (Pamplona, 1979) é um jornalista espanhol. Presentador de RNE desde 2018.

## Biografia
Íñigo nasceu em Pamplona, em 1979. Estudou no Colégio Claret Larraona de Pamplona. Estudou jornalismo na Cuenca na Universidade de Castilla-A Mancha.

## Prêmios
Prêmio Teobaldo ao Jornalista Navarro (2021)